# Imrich Bugár

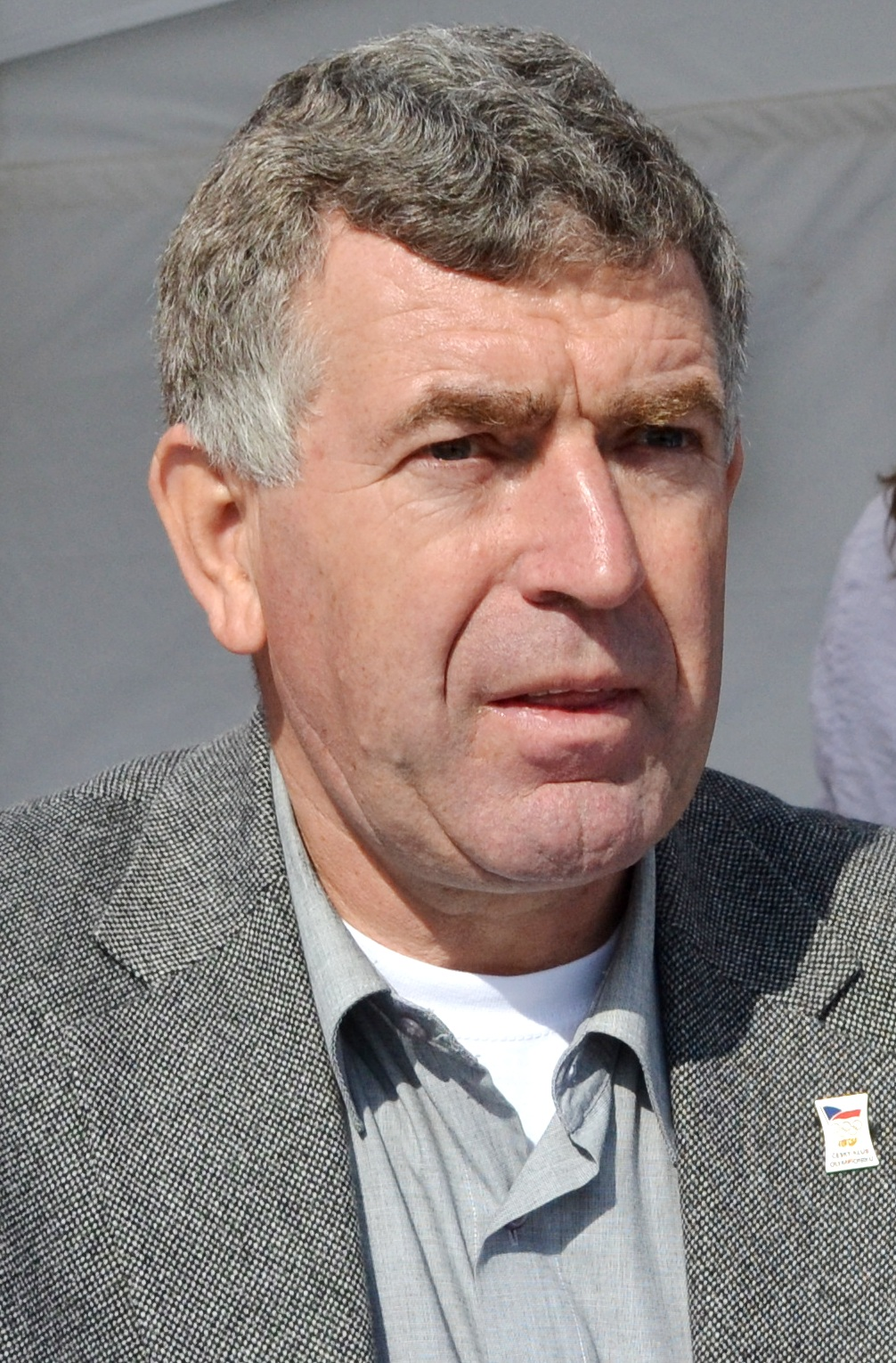
Imrich Bugár (2013)

Imrich Bugár, ung. Imre Bugár, (* 14. April 1955 in Dunajská Streda, Tschechoslowakei) ist ein ehemaliger tschechoslowakischer Diskuswerfer (ungarischer Nationalität), der heute in Prag lebt.
Bei den Europameisterschaften 1978 in Prag gewann er mit 64,66 m die Bronzemedaille hinter Wolfgang Schmidt aus der DDR und dem Finnen Markku Tuokko. 1980 gewann Bugár bei den Olympischen Spielen in Moskau mit 66,38 m Silber hinter dem Überraschungssieger Wiktor Raschtschupkin (66,64 m) aus der Sowjetunion und vor dem Kubaner Luis Delís (66,32 m).
Die Europameisterschaften 1982 in Athen brachte Bugár dann den ersten großen Titel. Er gewann mit 66,64 m und hatte über einen Meter Vorsprung auf den zweitplatzierten Ihor Duhinez aus der Sowjetunion. Bei den Weltmeisterschaften 1983 in Helsinki gewann Bugár Gold mit 67,72 m vor Delís mit 67,36 m und dem zweiten Vertreter der Tschechoslowakei Géjza Valent.
Am 25. Mai 1985 gelang Bugár der weiteste Wurf seiner Karriere, als er im kalifornischen San José den Diskus 71,26 m weit warf. Bei den Weltmeisterschaften 1987 in Rom wurde er Siebter und bei den Olympischen Spielen 1988 in Seoul Zwölfter. Bei den Weltmeisterschaften 1991 in Tokio und 1993 in Stuttgart schied er ebenso in der Qualifikation aus wie bei den Olympischen Spielen 1992 in Barcelona.
Imrich Bugár ist 1,96 m groß und wog zu Wettkampfzeiten 120 kg.